# Bernard Gates

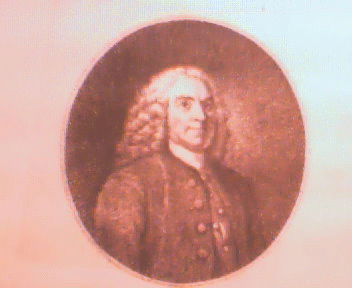
Bernard Gates

Bernard Gates (ur. 23 kwietnia 1686 w Hadze, zm. 15 listopada 1773 w North Aston) – brytyjski śpiewak i dyrygent chóru chłopięcego w londyńskiej kaplicy królewskiej (Master of the Children of the chapel Royal). Uczestniczył wraz ze swym chórem w wielu wykonaniach oratoriów Haendla.